# Xanthodexia semipicta
Xanthodexia semipicta là một loài ruồi trong họ Tachinidae.